# Toini Gustafsson Rönnlund
Toini Lempi Rönnlund, tidigare Gustafsson Rönnlund, född Karvonen 17 januari 1938 i Suomussalmi i Finland, är en svensk före detta längdskidåkare. Hon vann under sin karriär sammanlagt tre VM- och fyra OS-medaljer (varav två guld). 1967 fick hon motta Holmenkollenmedaljen och 1968 Bragdguldet.

## Biografi
Toini Gustafsson kom till Sverige och Värmland som sexårigt krigsbarn på grund av finska fortsättningskriget. Hon tävlade först för IFK Likenäs och senare för Skellefteå SK.
Under 1960-talet var Gustafsson en av världens bästa skidlöpare. Hon deltog i två olympiska spel, där hon 1964 var med och erövrade det svenska OS-silvret i stafett. Stafettsilver blev det även på OS 1968, där Gustafsson även tog guld på 5 och 10 km. Svenskt stafettsilver med Gustafsson på en sträcka blev det också vid VM 1962, medan laget nådde brons fyra år senare där Gustafsson också tog VM-brons på 10 km. Efter OS-framgångarna 1968 fick Toini Gustafsson motta Svenska Dagbladets guldmedalj (Bragdguldet).
Åren 1962–1968 åkte Gustafsson hem 12 () SM-guld, varav 11 individuellt. Hon vann 10 km i Holmenkollen tre gånger, i Svenska Skidspelen två gånger och i Lahtis en gång.
Toini Gustafsson var tidigare gift med Torgil Gustavsson. Hon gifte sig sedan (hösten) 1968 med skidåkarkollegan Assar Rönnlund. Duon är det enda äkta par där båda vunnit Bragdmedaljen. Hon har tre barn. 
Toini och Assars barnbarn Elina Rönnlund vann ett JVM-guld i stafett i Rumänien 2016. Laget bestod av Emma Ribom, Elina Rönnlund, Ebba Andersson och Jenny Solin.
Gustafsson Rönnlund gav 1969 ut en självbiografi Från adresslapp till guldmedalj, på bokförlaget Bonniers folkbibliotek. Första delen av titeln syftar på hennes bakgrund som finländskt krigsbarn.

## Meriter

### Tävlingsresultat
- VM 1962 i Zakopane, Polen
  - 5 kilometer – 7:a
  - 10 kilometer – 8:a
  - Stafett 3 x 5 kilometer – Silver
- OS 1964 i Innsbruck, Österrike
  - 5 kilometer – 6:a
  - 10 kilometer – 8:a
  - Stafett 3 x 5 kilometer – Silver
- VM 1966 i Oslo, Norge
  - 5 kilometer – 6:a
  - 10 kilometer – Brons
  - Stafett 3 x 5 kilometer – Brons
- OS 1968 i Grenoble, Frankrike
  - 5 kilometer – Guld
  - 10 kilometer – Guld
  - Stafett 3 x 5 kilometer – Silver
- Svenska mästerskap
  - 5 kilometer – 1962, 1963, 1964, 1965, 1967, 1968[5]
  - 10 kilometer – 1962, 1963, 1964, 1966, 1967[5]
  - Stafett 3 x 5 kilometer - 1968 (Skellefteå SK)[5]

### Utmärkelser
- 1967 – Holmenkollenmedaljen
- 1968 -  H M Konungens medalj av 8 storleken i guld
- 1968 – Svenska Dagbladets guldmedalj
- 2013 – Idrottsakademins hederspris

## Bilder från 1960-talet

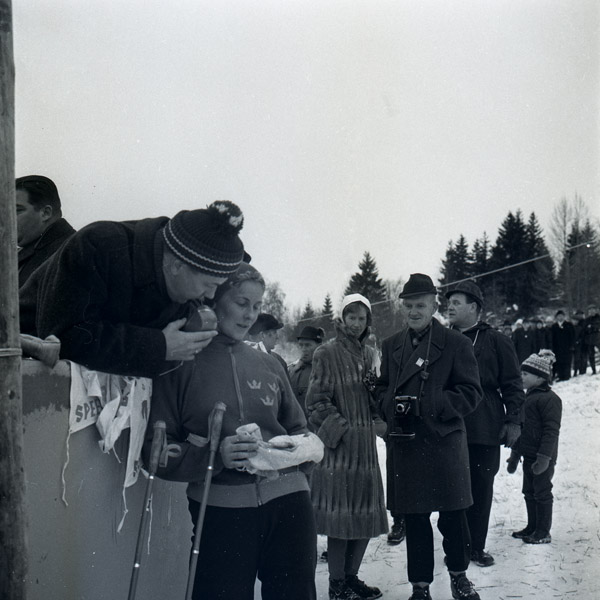
En tävling i Bergsjö, Sverige.
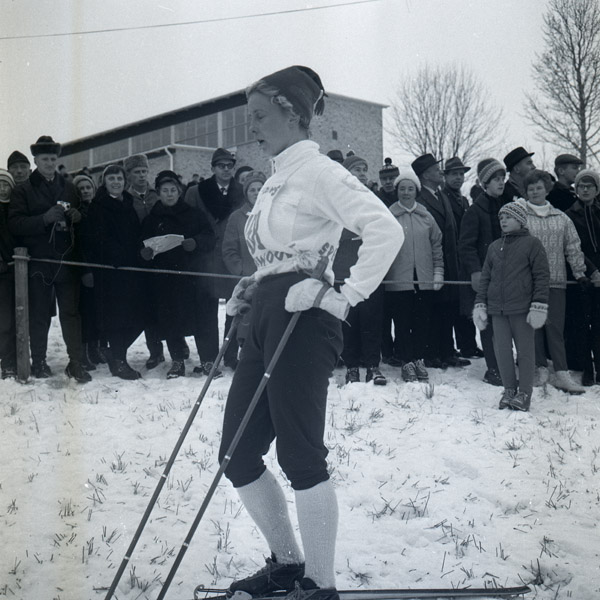
En tävling i Bergsjö, Sverige.
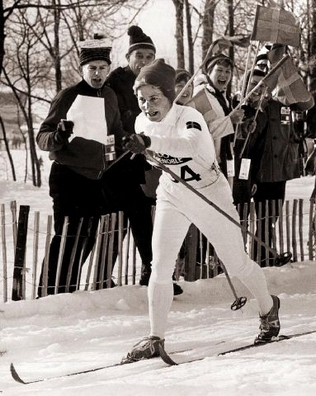
Toini Gustafsson Rönnlund under vinter-OS i Grenoble 1968.
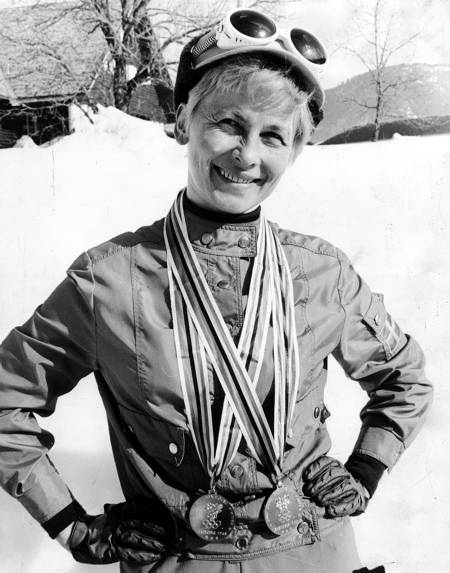
Två OS-guld i Grenoble 1968.